# Province de Huaura
La province de Huaura (en espagnol : Provincia de Huaura) est l'une des neuf provinces de la région de Lima, dans le centre du Pérou. Son chef-lieu est la ville de Huacho.

## Géographie
La province couvre une superficie de 4 891,92 km2. Elle est limitée au nord par la province de Barranca et la région d'Ancash, à l'est par la province de Cajatambo, la province d'Oyón et la région de Pasco, au sud par la province de Huaral et à l’ouest par l'océan Pacifique.

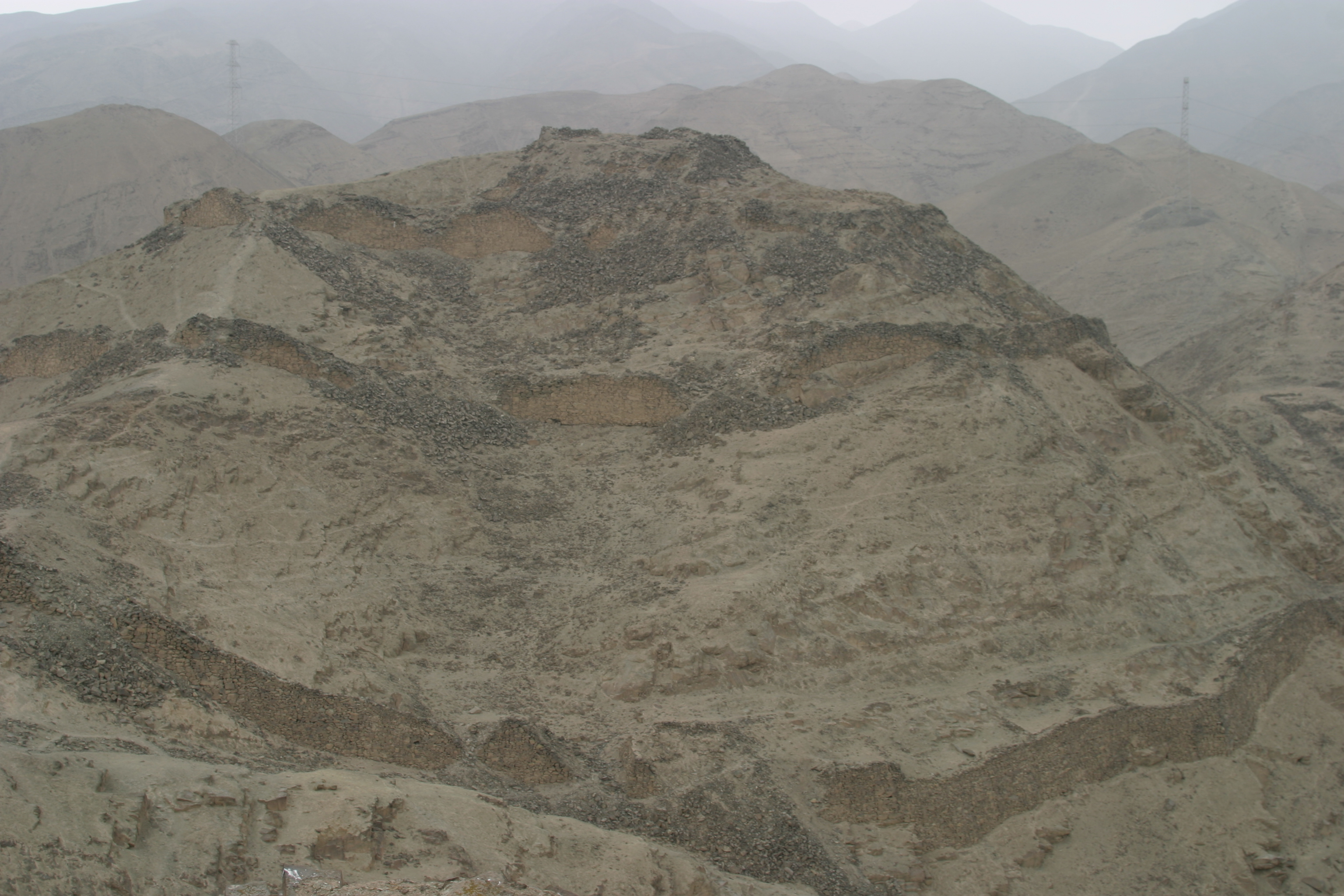
Le site archéologique d'Acaray dans la province de Huaura

## Population
La population de la province s'élevait à 197 384 habitants en 2007.

## Subdivisions
La province de Huaura est divisée en 12 districts :
- Ámbar
- Caleta de Carquín
- Checras
- Huacho (Capitale Huacho)
- Hualmay
- Huaura
- Leoncio Prado
- Paccho
- Santa Leonor
- Santa María
- Sayán
- Vegueta